# Karat (Feingehalt)
Das Karat (Abk. kt oder C) ist eine Maßeinheit für den Feingehalt von Gold. Der Begriff leitet sich von der gleichnamigen Gewichtseinheit für Edelsteine ab (heute metrisches Karat = 0,2 g, abgekürzt Kt oder ct).

## Geschichte
Der Goldgehalt von Münzen wurde seit der Spätantike in jenen Massenanteilen einer Münze gemessen, die auf Gold entfielen. Die wertvollste Münze, der Solidus, hatte einen Feingehalt von beinahe 24 Karat. Die Masse und der Wert eines Kerations war 1⁄24 eines Solidus, daher ergab die Zahl der Keratia Gold, aus denen die Münze bestand, auch ihren Feingehalt.
In Deutschland war das Karat früher auch ein kleines Goldgewicht, der 24. Teil einer Mark (Gewichtseinheit für die Feinheitsbestimmung des Goldes). 1 Karat bestand meist aus 12 Grän als Untereinheit.

## Verwendung

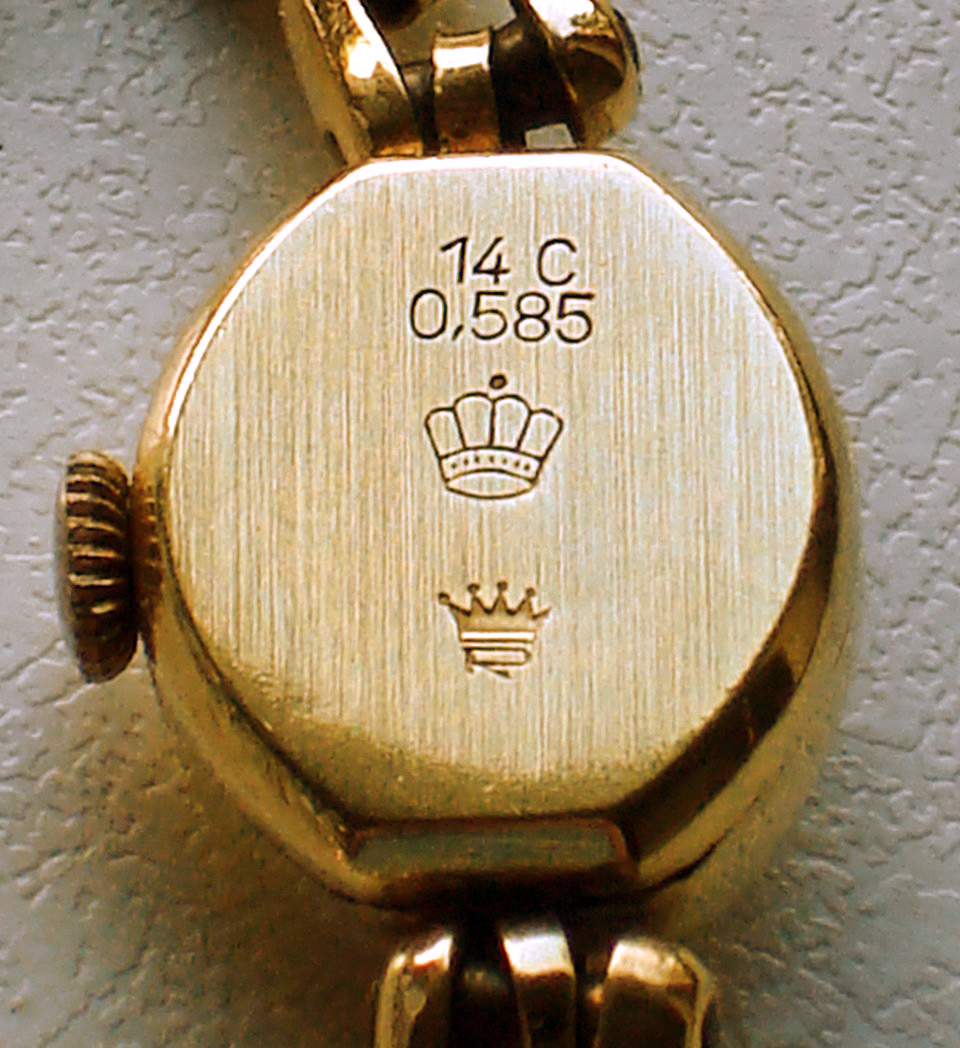
Goldene Uhr aus 14 Karat, entspricht einem Gewichtsanteil von 0,585, also 58,33 % Gold

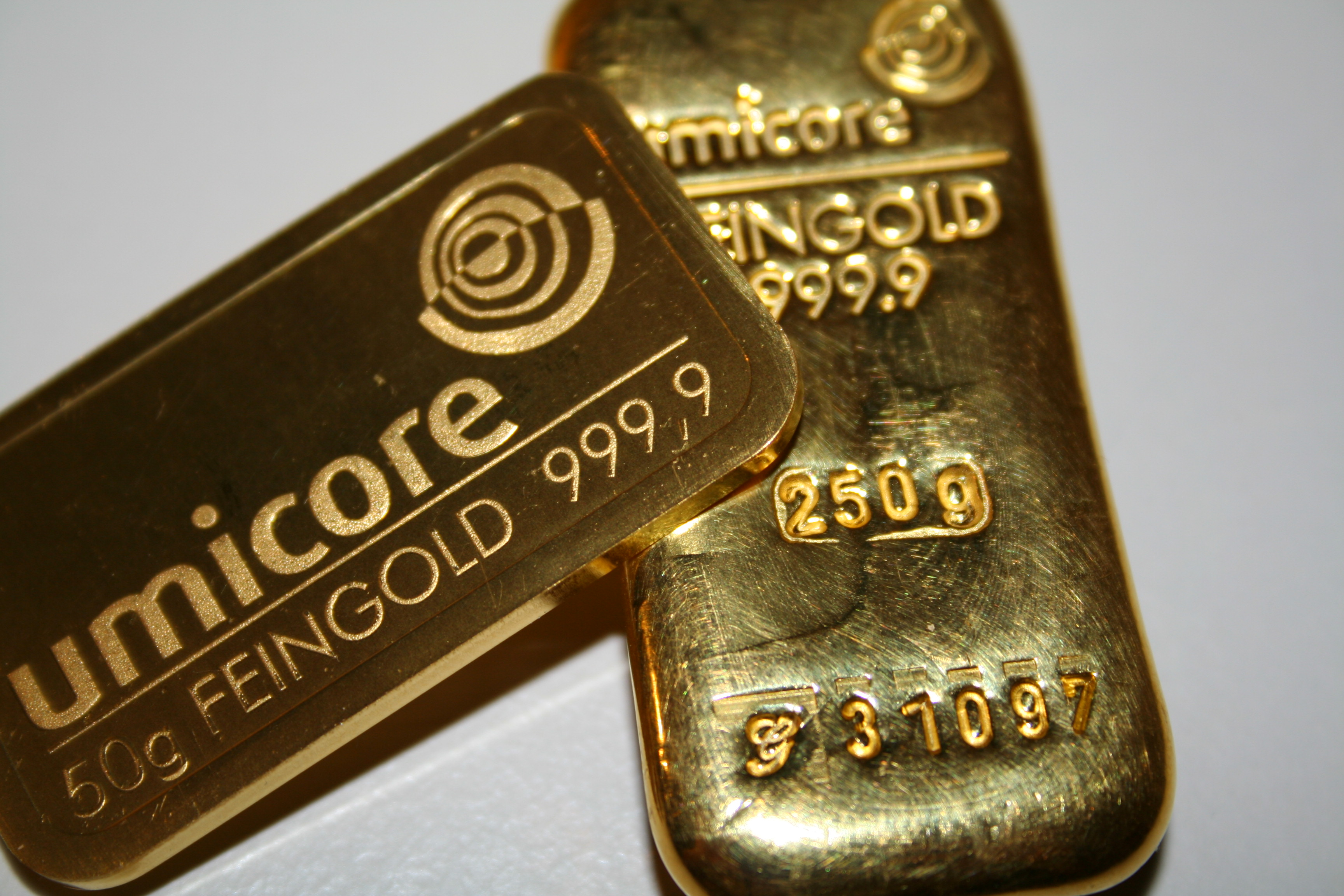
Goldbarren mit Stempel: 999,9

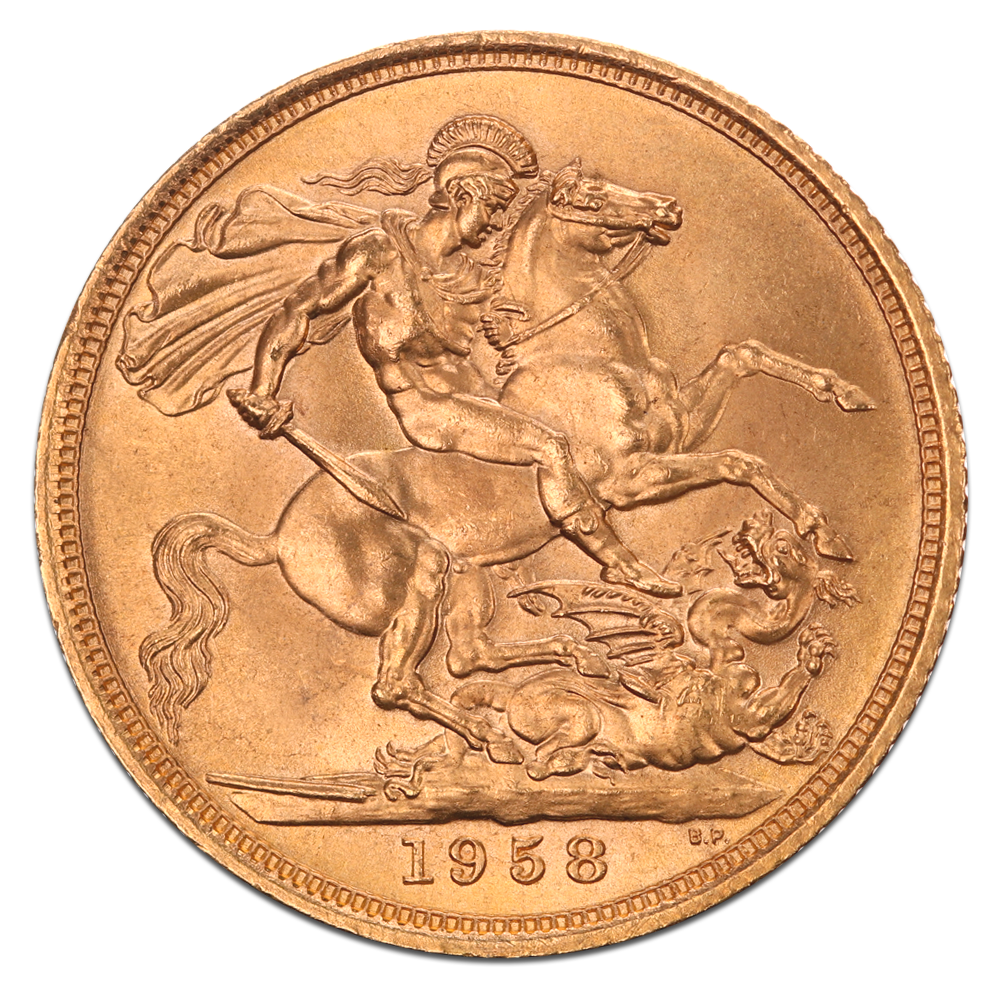
Kurantmünzen aus Gold wie der britische Sovereign (22 Karat) sind nicht aus Feingold, um im allgemeinen Umlauf robuster gegen Beschädigungen zu sein.

Die Bezeichnung Karat wird zur Angabe des Feingehalts von Gold verwendet und gibt an, wie groß der Gewichtsanteil reinen Goldes an der Gesamtmasse einer Goldlegierung ist. Dabei wird Gold hauptsächlich zusammen mit Silber und Kupfer verarbeitet.
Der Goldgehalt einer Legierung in Karat entspricht dem Gewichtsanteil in 1⁄24-Teilen:
- Einkarätiges Gold enthält 1⁄24 Gewichtsanteil Gold (= 4,167 %).
- Gold mit 24 Karat enthält 24⁄24 Gewichtsanteile Gold. Da es aber aus technischen Gründen praktisch ausgeschlossen ist, mögliche Verunreinigungen vollständig zu eliminieren, wird für 24-karätiges Gold eine Reinheit von 99,99 % angegeben.

Die Reinheit von verarbeitetem Gold wird alternativ zu Karat auch in 1⁄1000-Teilen angegeben. Beispielsweise entspricht 585 oder 583 Gold einem Goldanteil von 583,33⁄1000 = 0,583 (oft aufgerundet auf 0,585) = 58,33 % oder 14 Karat. Gold mit 24 Karat hat einen Feingehalt von 99,99 % und wird deshalb mit 999,9 bezeichnet.
In Deutschland ist die Angabe des Feingehalts von Gold- und Silberwaren in Teilen von 1000 üblich und im Feingehaltsgesetz (FeinGehG) geregelt.

## Gebräuchliche Feingehalte
| Karat | Bezeich- nung     | Handels- bezeichnungen                                                                            | Gold Massen- anteil (Gew.-%) | Dichte (g/cm³) |
| ----- | ----------------- | ------------------------------------------------------------------------------------------------- | ---------------------------- | -------------- |
| 24    | Gold 999          | Feingold Fine Gold Pure Gold Chuk Kam moderne Anlagemünzen                                        | 99,99                        | 19,3           |
| 23,2  | Gold 965          | Thaigold                                                                                          | 96,67                        |                |
| 22    | Gold 916          | Crown Gold England, Südafrika, Türkei, arabische Länder, Indien, Sri Lanka, Pakistan, Bangladesch | 91,67                        |                |
| 21,6  | Gold 900          | Münzgold                                                                                          | 90,0                         | 17,5           |
| 21    | Gold 875          | arabische Länder in der Golfregion                                                                | 87,5                         |                |
| 18    | Gold 750          |                                                                                                   | 75,0                         | 15,1…15,9      |
| 14    | Gold 585 Gold 583 |                                                                                                   | 58,33                        | 13,1…13,6      |
| 09    | Gold 375          |                                                                                                   | 37,5                         | ca. 11,2       |
| 08    | Gold 333          |                                                                                                   | 33,33                        | 10,5…10,9      |

Daneben gibt es noch viele andere Einteilungen, die aber meist ungebräuchlich geworden sind (z. B. 500), in Deutschland nicht verwendet werden (z. B. 840 in Frankreich oder 625 in England) oder sich aufgrund ihrer Eigenschaften nicht am Markt durchsetzen konnten (z. B. 250). In der Schweiz wird 333er-Gold als goldhaltiges Metall und als Imitat bezeichnet.
Für Karat als Goldanteil wird häufig die Abkürzung kt verwendet. Insbesondere bei Uhreneinprägungen ist auch die Abkürzung C anzutreffen.
Der Feingehalt von Silber wird nicht in Karat angegeben. Stattdessen wird dort eine 16-teilige Skala verwendet, die sogenannte Lötigkeit. Dabei entspricht 1 Lot (1⁄16) exakt 1,5 Karat (1,5⁄24).